# Dennis Quaid

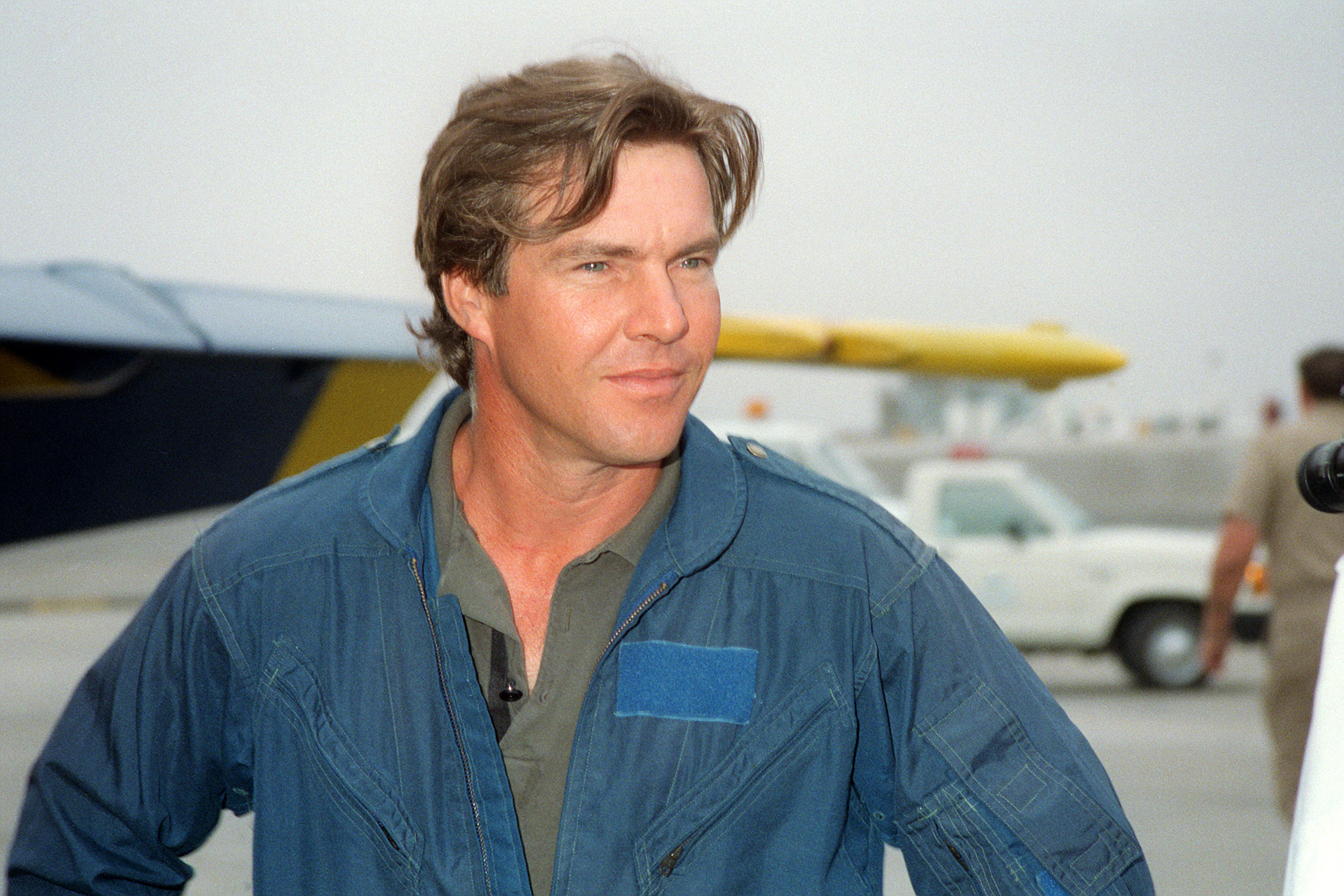
Dennis Quaid, 1991.

Dennis William Quaid, född 9 april 1954 i Houston, Texas, är en amerikansk skådespelare.
Sedan tidigt 1980-tal har han medverkat i en lång rad kända filmer som Rätta virket, 24-timmarsjakten, Alla talar om Grace, Föräldrafällan och The Day After Tomorrow. Han är bror till skådespelaren Randy Quaid.

## Biografi
Quaid växte upp i Texas och studerade drama i Bellaire, Texas, och senare även på högskolan. Han hoppade av utbildningen vid University of Houston innan examen och flyttade till Los Angeles, Kalifornien för att söka sig en karriär som skådespelare. Först fick Quaid problem att hitta roller, men fick uppmärksamhet för sin roll i Loppet är kört (1979), och fick bra recensioner för sin roll i Rätta virket (1983).
Quaid har lätt att växla mellan huvud- och biroller. Under det sena 1990-talet fick hans karriär en nytändning, och hans senaste filmer inkluderar Traffic (2000), där han spelade advokat, Far from Heaven (2002), där han spelar en homosexuell man som lever i ett heterosexuellt äktenskap, och i In Good Company (2004), där han spelar en åldrande marknadsförare vars nya chef är en yngre man.
Vid sidan om skådespeleriet är Quaid även musiker, och spelar med sitt band The Sharks. Hans bror Randy Quaid är också en känd skådespelare. Hans första äktenskap var med skådespelaren P.J. Soles och varade mellan 1978 och 1983. Dennis var gift med Meg Ryan mellan 1991 och 2001. Tillsammans har de en son, skådespelaren Jack Quaid (född 1992).
Quaid arbetar med välgörenhetsorganisationen "International Hospital for Children in New Orleans", och reser ofta till Centralamerika för att hjälpa till att bygga upp sjukhus och transportera sjuka barn till USA för vård som de inte kan få i sina hemländer.
Quaid är också en scratchgolfare och blev 2005 utsedd till Hollywoods bästa golfare av Golf Digest. Han håller i golftävlingen "Jiffy Lube/Dennis Quaid Charity Classic" i Austin, Texas, vilken lockar många kändisar. Tävlingens intäkter delas mellan tre olika lokala välgörenhetsfonder för barn. Han är medlem i Bel-Air Country Club i Bel-Air i Los Angeles.

## Filmografi
- 1977 – Baretta (TV-serie) (1 avsnitt)
- 1979 – Loppet är kört
- 1980 – De laglösa[3]
- 1981 – Grottmannen
- 1983 – Rätta virket
- 1983 – Hajen 3-D
- 1985 – Fiender
- 1987 – 24-timmarsjakten
- 1987 – Misstänkt
- 1987 – Brottsplats New Orleans
- 1989 – Great Balls of Fire!
- 1990 – Välkommen till paradiset
- 1990 – Vykort från drömfabriken
- 1994 – Wyatt Earp
- 1995 – Alla talar om Grace
- 1996 – Dragonheart
- 1997 – Switchback
- 1997 – Gang Related
- 1998 – Föräldrafällan
- 1998 – Savior
- 1998 – Sex lektioner i kärlek
- 1999 – Any Given Sunday
- 2000 – Frequency - Livsfarlig frekvens
- 2000 – Traffic
- 2002 – Far from Heaven
- 2002 – The Rookie
- 2004 – In Good Company
- 2004 – Flight of the Phoenix
- 2004 – The Alamo
- 2004 – The Day After Tomorrow
- 2006 – Dina, mina och våra
- 2006 – American Dreamz
- 2008 – Vantage Point
- 2009 – G.I. Joe: The Rise of Cobra
- 2009 – Svampbob Fyrkant (TV-serie) (röstroll, 1 avsnitt)
- 2010 – Legion
- 2010 – The Special Relationship
- 2011 – Soul Surfer
- 2011 – Footloose
- 2012 – What to Expect
- 2013 – Movie 43
- 2015 – Truth
- 2017 – Fortitude (TV-serie) (10 avsnitt)
- 2017 – Workaholics (TV-serie) (1 avsnitt)
- 2018 – I Can Only Imagine
- 2019 – Goliath (TV-serie) (8 avsnitt)
- 2021 – Pawn Stars (TV-serie) (sig själv, 1 avsnitt)
- 2023 – Full Circle (TV-serie) (8 avsnitt)
- 2023 – Lawmen: Bass Reeves (TV-serie) (8 avsnitt)
- 2024 – Reagan
- 2025 – Sovereign